# Roland W-30
De Roland W-30 is een digitale sampling synthesizer, uitgebracht door Roland in 1989. Het apparaat heeft een ingebouwde 12-bit sampler, 16-sporen sequencer en een klavier met 61-toetsen.

## Overzicht
De W-30 is het eerste music workstation van Roland, gebaseerd op zowel ingebouwde klanken als door gebruikers op te nemen samples en deze te bewerken. Ook wavetable-synthese is mogelijk. Doordat het een workstation is, kan er op het apparaat zelf geprogrammeerd worden, zonder de noodzaak van een externe computer.
De klanken zijn bemonsterd met 12-bit resolutie en worden afgespeeld via een 16-bit DA-converter. Dit zorgt voor een grove klank, wat als een kenmerk van het apparaat wordt gezien. De geluidsbron van de W-30 is gebaseerd op de Roland S-550 sampler, waaraan een klavier en een MRC-sequencer werd toegevoegd.
De W-30 kan naast het eigen formaat ook overweg met gegevens van andere samplers, zoals de S-50, S-550 en S-330. Er is op het internet een grote hoeveelheid gratis samples beschikbaar voor het instrument. In 2013 is er een floppy emulator voor de W-30 gemaakt, waarmee het diskettestation is te vervangen voor een geheugenkaartlezer.
Op de W-30 ontbreken twee elementen, realtime filtering (het toepassen van filters over de bemonsterde klank tijdens het spelen), en om System Exclusive-data te ontvangen of te versturen via het MIDI-protocol.

## Uitbreiding
De interface van de Roland W-30 is uitgebreid en flexibel. Er is software beschikbaar om de W-30 te laten communiceren met pc-, Mac-, Amiga- en Atari-computers. Op de achterkant van de W-30 zit een uitsparing met het label SCSI. Hier kan de zeldzame "KW30 SCSI kit" op aangesloten worden. Deze KW30-uitbreiding geeft de W-30 mogelijkheden om SCSI-apparatuur aan te sluiten en aan te sturen, zoals bijvoorbeeld een externe harde schijf of een cd-speler. Hierdoor wordt de direct toegankelijke hoeveelheid samples een stuk groter.

## Bekende gebruikers
- Liam Howlett van The Prodigy heeft de W-30 als hoofdinstrument gebruikt tot 2008.[4]
- Steve Hillier van Dubstar heeft het album Disgraceful in zijn geheel op een W-30 gecomponeerd.